# Com'è straordinaria la vita
Com'è straordinaria la vita è una canzone scritta da Dolcenera, Lorenzo Imerico e Roberto Pacco e registrata da Dolcenera per l'album del 2006 Il popolo dei sogni. Il brano è arrangiato da Dolcenera.

## La partecipazione a Sanremo
Il brano è stato presentato al Festival di Sanremo 2006, nella categoria donne. Dato per favorito sia prima dell'inizio della kermesse, sia durante tutto il festival, il brano si è poi classificato al secondo posto nella categoria Donne. Nella classifica generale la canzone si è perciò piazzata al quinto posto, a pari merito con le altre quattro canzoni arrivate in finale e che non si sono aggiudicate il podio.
La presentazione del brano è stata preceduta da alcune polemiche legate alla presenza di una parolaccia nel testo.. Al fine di evitare che l'attenzione si concentrasse solo su una parola della canzone piuttosto che sull'intero brano e sul suo vero significato, Dolcenera ha deciso di modificare il testo (anche se solo in occasione delle esibizioni sanremesi) in modo da evitare l'imprecazione.
Nella serata dei duetti, Dolcenera si è esibita con l'accompagnamento alla chitarra di Maurizio Solieri, storico musicista di Vasco Rossi. Nell'occasione, Dolcenera ha presentato la canzone con un testo diverso, che si ritrova anche nella versione pianovocecolori inclusa nel cd singolo.

## Il videoclip
Il video musicale prodotto per Com'è straordinaria la vita è stato diretto da Giangi Magnoni.
Nel video, in stile dark, si mescolano vari elementi che, come confermato dall'artista stessa, simboleggiano la natura e la vita: il fuoco, simbolo di purificazione e rigenerazione, ma anche di conoscenza e illuminazione; l'acqua, che rappresenta purezza, rinascita e fertilità; l'aria, simbolo dell'anima e dell'ordine universale; la terra, che richiama l'essenza dell'esistenza; gli scacchi, simbolo del gioco della vita; la piuma rossa, simbolo ricorrente in tutte le filosofie, indica il coraggio per le tribù pellerossa, è il simbolo della verità per l'antico Egitto, e può essere interpretato come simbolo di leggerezza.

## Tracce
1. Com'è straordinaria la vita (album version) – 3:44 (Dolcenera, Lorenzo Imerico, Roberto Pacco)
2. Portami via – 4:34 (Dolcenera) – brano tratto dall'album Un mondo perfetto
3. Com'è straordinaria la vita (versione Pianovocecolori) – 4:08 (Dolcenera, Lorenzo Imerico, Roberto Pacco)
4. Com'è straordinaria la vita (radio version) – 3:41 (Dolcenera, Lorenzo Imerico, Roberto Pacco)

Durata totale: 16:07

## Classifica
| Posizione | 14 | 9 | 6 | 7 | 11 | 16 | 15 | 16 | 15 | - |